# Saint-Georges-Montcocq
Pour les articles homonymes, voir Saint-Georges, Saint Georges (homonymie) et Georges.
Saint-Georges-Montcocq est une commune française, située dans le département de la Manche en région Normandie, peuplée de 983 habitants.

## Géographie
La commune est en Pays saint-lois, limitrophe de Saint-Lô. Inclus dans l'agglomération saint-loise, son bourg est à 1,9 km au nord du centre-ville et à 6 km au sud-est de Pont-Hébert.
Saint-Georges-Montcocq est dans le bassin de la Vire qui délimite le territoire au sud-ouest. Plusieurs courts affluents parcourent le territoire communal dont l'Écalhan et le ruisseau Saint-Martin au nord.
Le point culminant (126 m) se situe en limite est, près du lieu-dit le Bois André. Le point le plus bas (7 m) correspond à la sortie de la Vire du territoire, à l'ouest. La commune est bocagère.
La commune se compose d'un gros bourg (Saint-Georges-Montcocq), une partie du bourg historique se situe maintenant sur Saint-Lô. Plusieurs autres écarts existent : la Croix Pain, le Chêne, le Bois André, la Bonne Femme, le Clos Binet, la Loisière, les Roseries, la Carpenterie, les Anges, la Vesquerie, la Doyennerie, le Gris Caillou, la Houssaye, la Templerie, la Meurie, l'Abbaye, Launay, Ferme de Rampan, la Capelle, la Réaumerie, les Blondeaux, le Mézeray, le Maupas, la Nourie, la Serverie, Cresme, Montcocq, la Petellerie, Montchoix.
| Rampan  | La Meauffe             | Le Mesnil-Rouxelin |
| Rampan  | Saint-Georges-Montcocq | Le Mesnil-Rouxelin |
| Agneaux | Agneaux, Saint-Lô      | Saint-Lô           |

### Hydrographie
La commune est située dans le bassin Seine-Normandie. Elle est drainée par la Vire, le ruisseau Saint-Martin, l'Écalhan, le fossé 01 de la commune de Rampan et le fossé 03 de la commune de Saint-Lo,,.
La Vire, d'une longueur de 128 km, prend sa source dans la commune de Vire Normandie et se jette  dans la baie de Seine en limite d'Osmanville et de Carentan-les-Marais, après avoir traversé 27 communes. Les caractéristiques hydrologiques de la Vire sont données par la station hydrologique située sur la commune de Saint-Lô. Le débit moyen mensuel est de 12,9 m3/s. Le débit moyen journalier maximum est de 245 m3/s, atteint lors de la crue du 15 février 1990. Le débit instantané maximal est quant à lui de 256 m3/s, atteint le même jour.

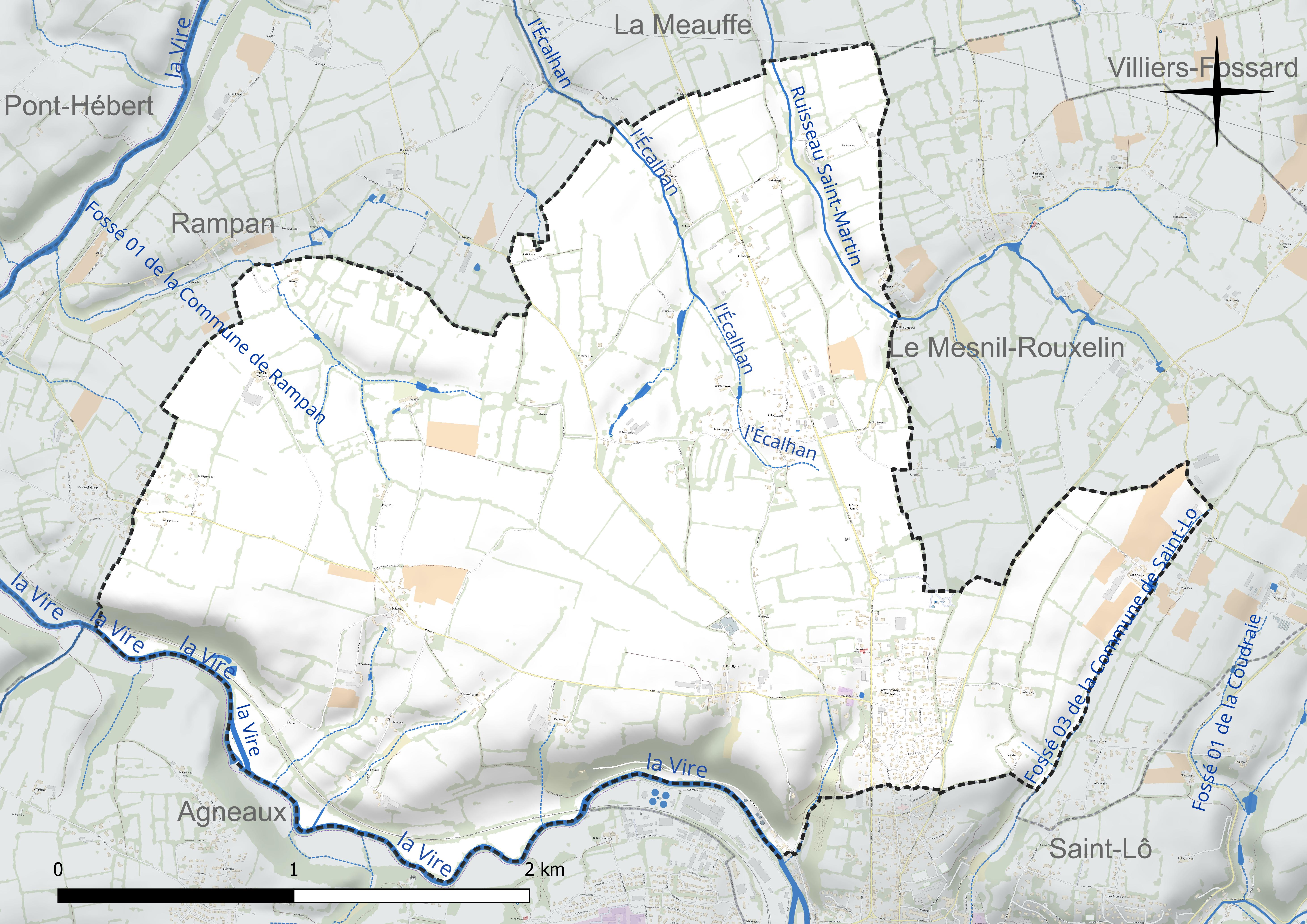
Réseau hydrographique de Saint-Georges-Montcocq.

### Climat
Pour des articles plus généraux, voir Climat de la Normandie et Climat de la Manche.
En 2010, le climat de la commune est de type climat océanique franc, selon une étude du CNRS s'appuyant sur une série de données couvrant la période 1971-2000. En 2020, Météo-France publie une typologie des climats de la France métropolitaine dans laquelle la commune est exposée à un climat océanique et est dans la région climatique  Normandie (Cotentin, Orne), caractérisée par une pluviométrie relativement élevée (850 mm/a) et un été frais (15,5 °C) et venté. Parallèlement le GIEC normand, un groupe régional d’experts sur le climat, différencie quant à lui, dans une étude de 2020, trois grands types de climats pour la région Normandie, nuancés à une échelle plus fine par les facteurs géographiques locaux. La commune est, selon ce zonage, exposée à un « climat contrasté des collines », correspondant au Bocage normand, bien arrosé, voire très arrosé sur les reliefs les plus exposés au flux d’ouest, et frais en raison de l’altitude.
Pour la période 1971-2000, la température annuelle moyenne est de 10,7 °C, avec une amplitude thermique annuelle de 11,8 °C. Le cumul annuel moyen de précipitations est de 961 mm, avec 14,5 jours de précipitations en janvier et 8,7 jours en juillet. Pour la période 1991-2020, la température moyenne annuelle observée sur la station météorologique la plus proche, située sur la commune de Condé-sur-Vire à 9 km à vol d'oiseau, est de 11,3 °C et le cumul annuel moyen de précipitations est de 956,7 mm,. Pour l'avenir, les paramètres climatiques de la commune estimés pour 2050 selon différents scénarios d’émission de gaz à effet de serre sont consultables sur un site dédié publié par Météo-France en novembre 2022.

## Urbanisme

### Typologie
Au 1er janvier 2024, Saint-Georges-Montcocq est catégorisée ceinture urbaine, selon la nouvelle grille communale de densité à sept niveaux définie par l'Insee en 2022.
Elle appartient à l'unité urbaine de Saint-Lô, une agglomération intra-départementale regroupant quatre  communes, dont elle est une commune de la banlieue,,. Par ailleurs la commune fait partie de l'aire d'attraction de Saint-Lô, dont elle est une commune de la couronne,. Cette aire, qui regroupe 63 communes, est catégorisée dans les aires de 50 000 à moins de 200 000 habitants,.

### Occupation des sols
L'occupation des sols de la commune, telle qu'elle ressort de la base de données européenne d’occupation biophysique des sols Corine Land Cover (CLC), est marquée par l'importance des territoires agricoles (90,7 % en 2018), une proportion sensiblement équivalente à celle de 1990 (91 %). La répartition détaillée en 2018 est la suivante : prairies (59,9 %), terres arables (30,9 %), zones urbanisées (7,6 %), forêts (1,7 %). L'évolution de l’occupation des sols de la commune et de ses infrastructures peut être observée sur les différentes représentations cartographiques du territoire : la carte de Cassini (XVIIIe siècle), la carte d'état-major (1820-1866) et les cartes ou photos aériennes de l'IGN pour la période actuelle (1950 à aujourd'hui).

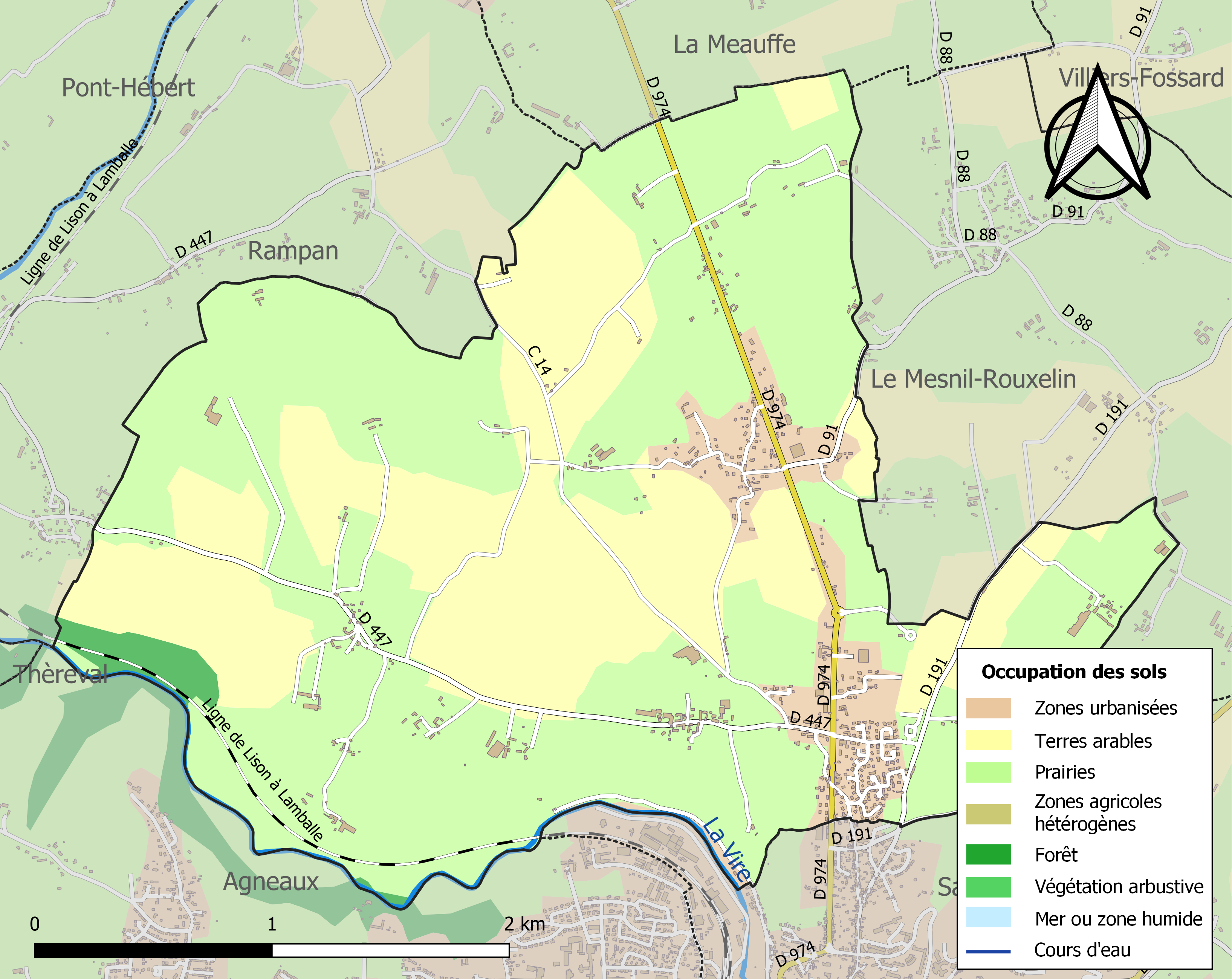
Carte des infrastructures et de l'occupation des sols de la commune en 2018 (CLC).

## Toponymie
La forme Sanctus Georgius de Monte Coq est attestée en 1056.
La paroisse était dédiée à Georges de Lydda.
René Lepelley considère Montcocq comme issu du même terme répété dans deux langues différentes, attribuant le second élément cocq à une forme conjecturale prélatine kuk- qui devait être associé à une période lointaine à une hauteur, rejoignant ainsi le premier élément mont- issu du latin mons, « mont ».
Le gentilé est Montcocquois.

### Micro-toponymie
Le hameau Montcocq est attesté en 1332 : Mons Galli.
Les hameaux Launay et Houssaye sont des toponymes fréquents dès le XIIe – XIVe siècle, ils indiquaient des lieux plantés respectivement d'aulnes et de houx.
Le hameau Mézeray, toponyme fréquent provenant du latin maceria « masures ».
Les deux tiers des lieux-dits de la commune sont en Y-ère/-erie. Ce sont des habitats datant du XIe – XIIIe siècle (fort accroissement démographique normand sur cette période). Ils désignaient la ferme de la famille Y, fondée sur les nouvelles terres obtenues par les grands défrichements. Les essarts prennent le nom des défricheurs, suivi de la désinence -erie ou -ière.
Les autres lieux-dits en (Hôtel / Le(s) / Clos...)-Y s'avèrent plus récents, ils indiquaient un bien de la famille Y.

## Histoire
Sous l'Ancien Régime, la paroisse faisait partie de la généralité de Caen, de l'élection de Saint-Lô en 1612/1636 puis de Carentan en 1677, et de nouveau de Saint-Lô en 1713. Elle faisait partie de la sergenterie de Saint-Lô.
Lors des guerres de Religion, le capitaine Villiers-Emery, lieutenant du comte de Matignon, occupa Saint-Georges afin de protéger Saint-Lô des calvinistes. Le combat dans le cimetière fit 280 morts, 200 catholiques et 80 huguenots.
Lors de la Seconde Guerre mondiale, le 18 juillet 1944, eurent lieu des combats entre les Allemands et le 134e régiment de la 35e division d'infanterie de l'US Army. Le village est alors en partie détruit.

## Politique et administration
| Période                                  | Période      | Identité                      | Étiquette | Qualité |
| ---------------------------------------- | ------------ | ----------------------------- | --------- | --- |
| 1912                                     | 1923         | Isidor Delaville              |           | |
| 1923                                     | 1944         | Henry de Commines de Marsilly |           | Vice-président de l'Association des familles nombreuses, nommé membre de la commission administrative départementale en 1941, nommé conseiller départemental en 1943 |
| janvier 1945                             | 1959         | Fernand Le Moine              | SE        | |
| 1959                                     | janvier 1982 | Roland Allix                  | SE        | Agriculteur |
| janvier 1982                             | juillet 1993 | Maurice Salliot               | SE        | Chef d'entreprise |
| septembre 1993                           | mars 2001    | Pierre Drouet                 | SE        | Expert immobilier |
| 1944                                     | 1945         | Victor Harrivel               |           | |
| mars 2001                                | En cours     | Jean-Yves Laurence            | SE        | Cadre à la MSA |
| Les données manquantes sont à compléter. |              |                               |           | |

Le conseil municipal est composé de quinze membres dont le maire et trois adjoints.

## Démographie
L'évolution du nombre d'habitants est connue à travers les recensements de la population effectués dans la commune depuis 1793. Pour les communes de moins de 10 000 habitants, une enquête de recensement portant sur toute la population est réalisée tous les cinq ans, les populations de référence des années intermédiaires étant quant à elles estimées par interpolation ou extrapolation. Pour la commune, le premier recensement exhaustif entrant dans le cadre du nouveau dispositif a été réalisé en 2006.
En 2022, la commune comptait 983 habitants, en évolution de +7,43 % par rapport à 2016 (Manche : −0,31 %, France hors Mayotte : +2,11 %).
| 1793 | 1800 | 1806 | 1821 | 1831 | 1836 | 1841 | 1846 | 1851 |
| ---- | ---- | ---- | ---- | ---- | ---- | ---- | ---- | ---- |
| 660  | 662  | 697  | 720  | 733  | 693  | 658  | 645  | 729  |

| 1856 | 1861 | 1866 | 1872 | 1876 | 1881 | 1886 | 1891 | 1896 |
| ---- | ---- | ---- | ---- | ---- | ---- | ---- | ---- | ---- |
| 684  | 649  | 661  | 588  | 613  | 613  | 613  | 568  | 550  |

| 1901 | 1906 | 1911 | 1921 | 1926 | 1931 | 1936 | 1946 | 1954 |
| ---- | ---- | ---- | ---- | ---- | ---- | ---- | ---- | ---- |
| 534  | 546  | 522  | 449  | 484  | 536  | 582  | 628  | 640  |

| 1962 | 1968 | 1975 | 1982 | 1990 | 1999 | 2006 | 2011 | 2016 |
| ---- | ---- | ---- | ---- | ---- | ---- | ---- | ---- | ---- |
| 614  | 612  | 683  | 728  | 858  | 896  | 844  | 824  | 915  |

| 2021 | 2022 | - | - | - | - | - | - | - |
| ---- | ---- | - | - | - | - | - | - | - |
| 974  | 983  | - | - | - | - | - | - | - |

## Enseignement
- Écoles maternelle et primaire.

## Économie
La commune se situe dans la zone géographique des appellations d'origine protégée (AOP) Beurre d'Isigny et Crème d'Isigny.

## Lieux et monuments
- Église paroissiale Saint-Georges des XIIIe – XVe siècles de style gothique avec un portail daté de 1399. L'édifice est restauré après 1944[37]. Elle a la particularité d'être sur le territoire de la commune de Saint-Lô[38]. Une plaque y commémore les combats du 18 juillet 1944. Elle abrite une Vierge à l'Enfant mutilée du XVIIe, une croix reliquaire fleurdelisée du XIVe et deux chapiteaux des XIVe-XVe[29].
- Croix anciennes au cimetière.
- Croix de Mézeray (1719).
- Fontaine-lavoir de la Meurie reconstruite en 1994.
- Presbytère avec une belle entrée du XVIe siècle.
- Ferme ou cour de Rampan(XIVe siècle), berceau de la famille des Clérel. Une chambre, à l'étage, est surnommée la « Chambre du Diable ». Au XVIIIe siècle, le régisseur de la ferme, Jean-Louis Amey (1737-1793) a rédigé deux livres de raison qui nous éclaire sur la vie quotidienne de cette époque[29].
- Boisandré (XVIe et XVIIe siècles).
- Cresme (XVIIe siècle).
- Montcocq.
- La Doyennerie (XVIIe siècle).

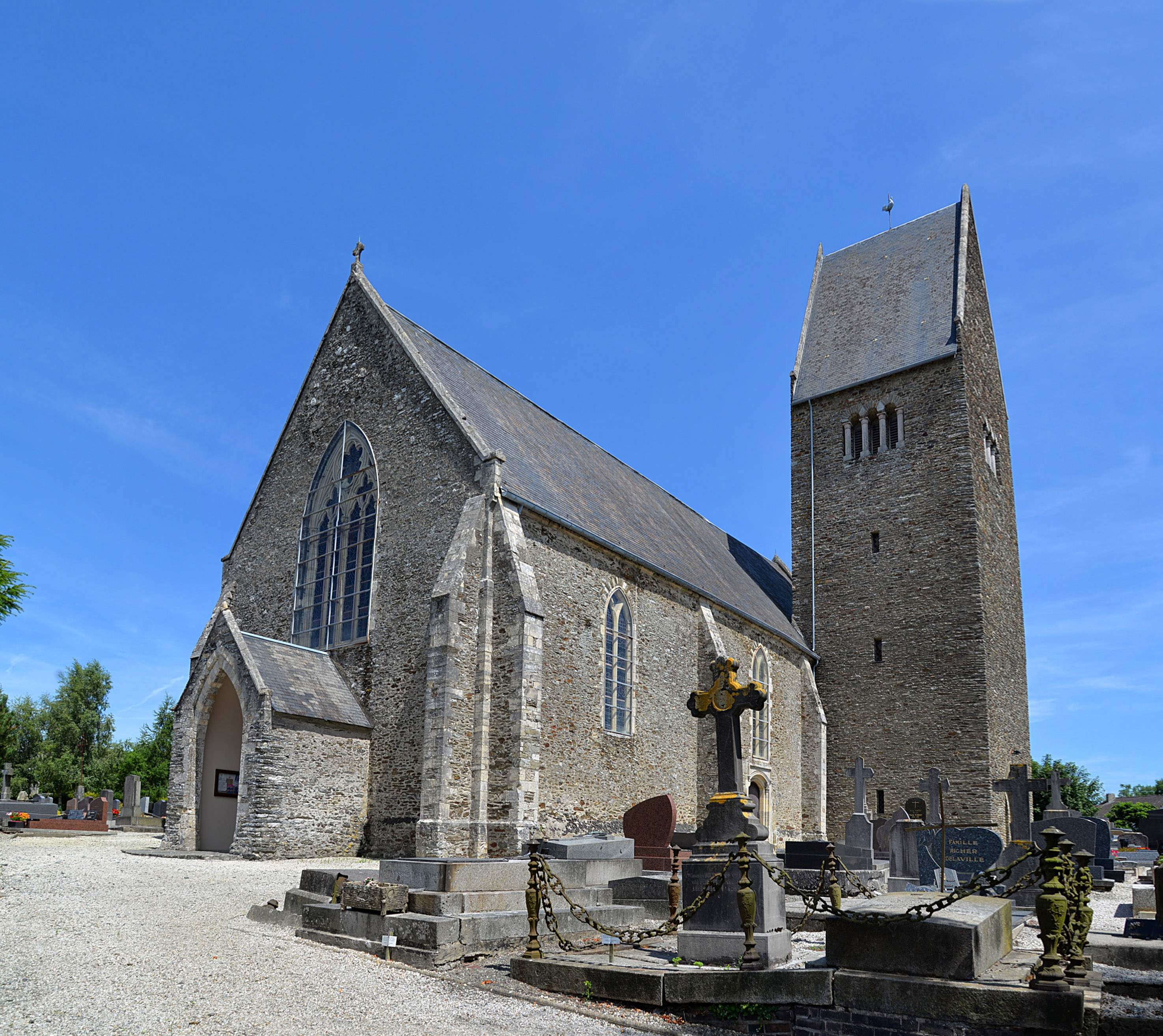
L’église Saint-Georges.
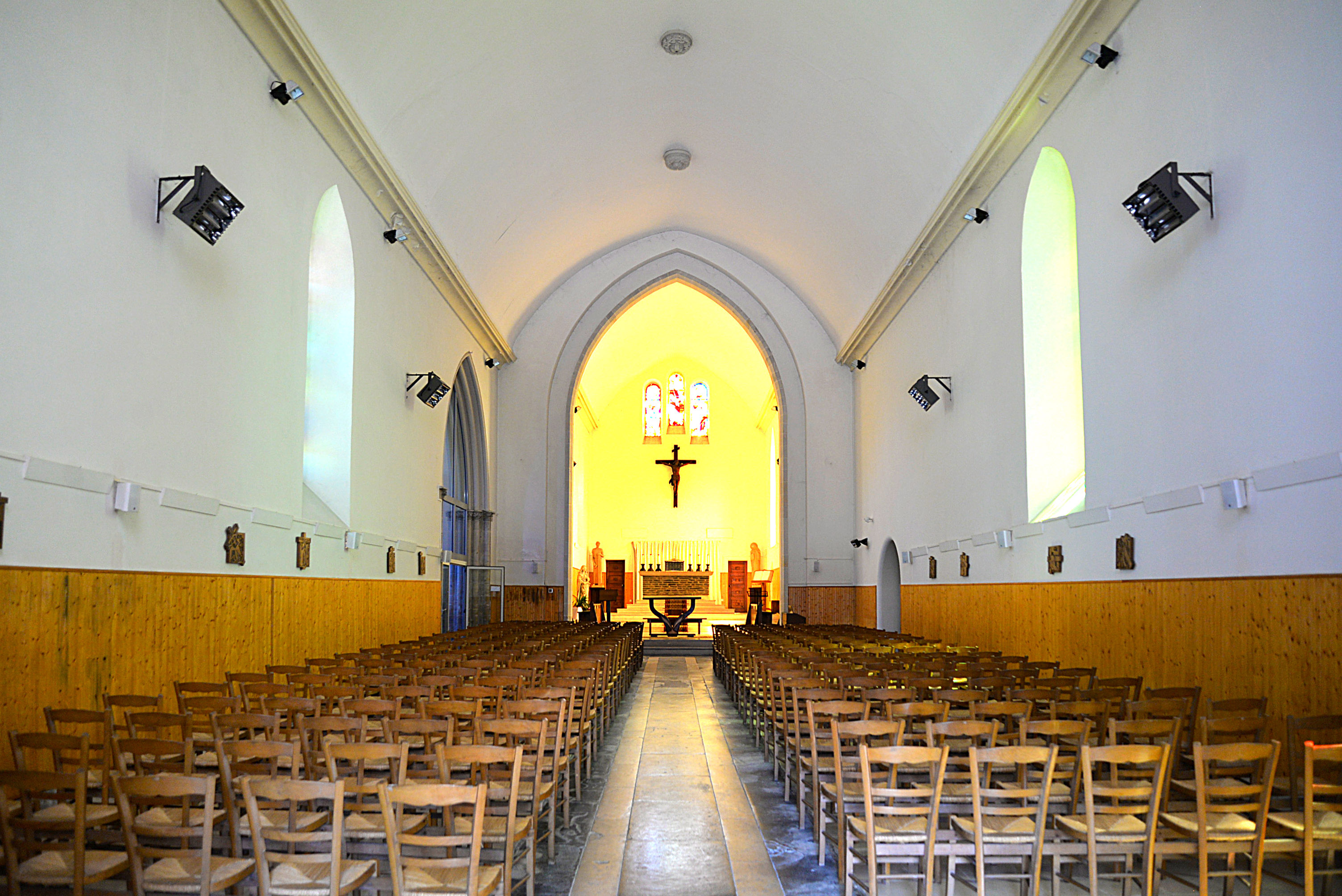
La nef de l’église Saint-Georges.
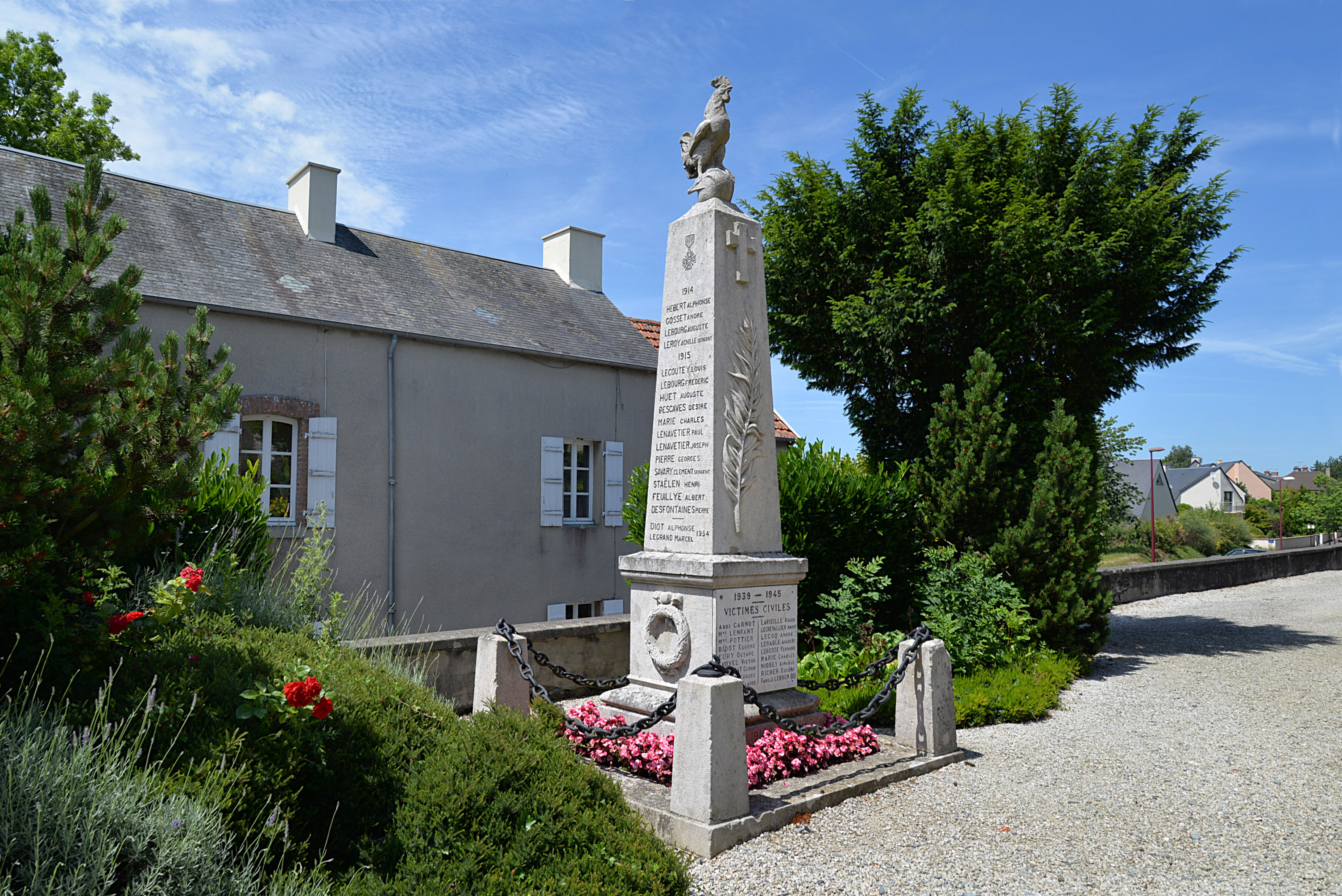
Le monument aux morts.

## Activité et manifestations

### Jumelages
- Bransgore (Royaume-Uni).

## Personnalités liées à la commune
- Abbé Pierre Gosset (Carantilly, 1764 - Carantilly, 1844), curé de l'église Saint-Georges, prêtre réfractaire.
- Ferdinand Le Menuet (Saint-Georges-Montcocq, 1855 - 1931), secrétaire général de la Ligue des patriotes et vice-président du conseil municipal de Paris.
- Roger Jouet (Saint-Georges-Montcocq, 1944 - 2022), écrivain et historien.